# 소년탐정 김전일
《소년탐정 김전일》(일본어: 金田一少年の事件簿, 킨다이치 쇼넨노 지켄보, 번역 : 킨다이치 소년의 사건부)는 고등학생 탐정으로, 탐정 킨다이치 코스케(金田一 耕助)의 손자인 김전일 (일본어: 金田一 一 킨다이치 하지메[*])의 활약상을 그린 일본의 추리 만화이다. 아마기 세이마루(天樹 征丸)가 원안, 카나리 요자부로(金成 陽三郎)가 원작, 사토 후미야(さとう ふみや)가 그림을 맡았다. 시즌1 후반부부터는 아마기 세이마루가 원안과 원작, 사토 후미야가 그림을 담당하고 있다.

1992년에서 2001년까지 정기 연재된 다음, 2004년 이후로는 부정기 연재되는데, 20주년을 맞은 2012년에는 특별 정기 연재가 이루어지며, 만화 단행본과 소설 등이 재판되었다.

## 한국어 역간본 소개
일본 출판사 고단샤의 소년 만화 잡지 주간 소년 매거진에서 연재하고있던 이 책은 대한민국 출판사 (구)서울문화사((현)서울미디어코믹스)의 소년 만화 잡지 아이큐 점프의 연재에 의해 한국어로 역간되었다. 한국어판의 주인공 이름 김전일은 원판의 주인공의 성 킨다이치(金田一)를 한자 그대로 읽은 이름이다. 고등학생 탐정 김전일과, 단짝 미유키가 살인사건에 휘말리고, 김전일이 뛰어난 추리력과 관찰력으로 범인을 밝혀내는 형식으로 이루어져 있다.

### 이야기 구조
소년탐정 김전일은 김전일과 소꿉친구 미유키가 가는 곳마다 미스테리한 살인사건이 일어난다는 이야기 구조를 갖고 있는데, 매회 신선하게 등장하는 다양한 이야기들은 독자들의 호기심을 자극한다. 시즌2에서는 김전일이 '지옥의 광대' 다카토 요이치의 도전장을 받아들어, 그를 추격하는 이야기로 구성되었다.

기본적인 골격 구조는 권유·여행·부탁 등의 이유로 어떤 장소로 향함 - 사건 발생 - 제 2의 사건 발생(혹은 제 3, 4의 사건까지 발생함.) - 결정적 대사 "할아버지의 이름을 걸고!" - (간혹 소소한 사건 발생후) 속속들이 미싱링크라거나, 그간 놓쳤던 사실들이 보이기 시작 - 결정적 대사 "수수께끼는 모두 풀렸어!" - 남은 인원 모임 - 추리 - 범인의 동기 발설 - 체포/자살 - 후기]를 취하고 있으며, 대부분 외딴 섬, 교통편이 불편한 마을, 눈 덮인 산 등 범인의 본격적인 활동이 어려운 곳을 무대로 전개하고 있다.

### 시즌1
대부분의 사건이 매회 개별적으로(즉 이어지는 사건은 많지 않음) 진행되며, 각 사건별로 이야기가 나뉘는 옴니버스 식(일본에서는 사자에상 방식)을 취하고 있다. 1992년 고단샤講談社의 주간소년매거진週間マガジン에서 첫 연재되면서, 주간 페이스로 연재하여 2000년에 마무리를 지었다. File시리즈(1-27)와 Case시리즈(28-37, 총 7개의 Case), Akechi시리즈(권 당 3~4개의 사건을 수록하고 있으며, 단편집과 Case 시리즈 말미에 실었던 것도 재수록.)를 모두 합쳐 총 39권으로 완결되었다.

File시리즈는 기존 코믹스 단행본의 형식으로 나왔으며, 최초의 사건인 「오페라극장 살인사건」부터 「하야미 레이카 유괴 살인사건」까지를 의미한다. Case시리즈는 「Case 1 마견 숲의 살인」을 시작으로, 「Case 7 킨다이치 소년의 결사행(한국에서는 「김전일, 목숨을 걸다」로 최초 소개.)」까지를 의미하며, 1-2권 분량으로 구성되어 있다. Akechi시리즈는 소년 시대를 다룬 「아케치 소년의 화려한 사건부」와 경찰관이 된 이후의 사건을 다룬 「아케치 총경의 우아한 사건부」에 수록된 모든 아케치 켄고 총경 주역의 사건을 합쳐 부르는 것이다.
또한 이 모든 사건을 사건별로 분류하여 묶어서 내놓은 애장판도 있다.

### 시즌2
현재 시즌2의 작품(일본판 기준: 2011년 10월 6일)
- 흡혈귀 전설 살인사건: 여행을 떠난 김전일이 미유키와 켄모치 경정이 있는 오래된 호텔에서 벌어진 살인사건을 해결하는 이야기.[2]
- 오페라극장 제3의 살인사건 상/하: 오랜만에 다시 찾아온 오페라극장에서 3번째로 일어난 살인사건을 김전일이 해결해 나가는 이야기.
- 고쿠몬 학원 살인사건 상/하: 김전일이 기숙입시학원에서 일어난 살인사건을 조사하는 이야기. 아케치 총경과 협동하고, '지옥의 광대' 다카토 요이치와 또다시 대결하게 된다.
- 설령전설 살인사건 상/하: 상속자로 발탁된 김전일이 산장에서 설령을 둘러싼 살인사건을 해결해 나가는 이야기.
- 하야미 레이카와 초대 받지 않은 손님(단편): 형무소를 탈옥한 죄수가 다른 사람으로 위장해 레이카의 전세 파티에서 김전일과 켄모치 경정과 만나게 되는 이야기.
- 혈류실 살인사건(단편): 후도고교와 카이오고교의 바둑대회장에서 일어난 살인사건을 김전일이 해결해 나가는 이야기.
- 후도고교 축제 살인사건(단편): 후도고등학교 축제기간에 메이드 찻집에서 일어난 살인사건을 김전일이 해결하는 이야기.
- 흑마술 살인사건: '사종관 살인사건'의 김전일의 친구들 중 한 명이 있는 포도관에서 일어난 살인사건을 해결해 나가는 이야기.
- 켄모치 경정의 살인 상/하: 조연이었던 켄모치 경정이 주연으로 출연. 진범의 교묘한 계략으로 행방불명된 켄모치 경정이 누명을 쓴 살인사건을 김전일이 해결하는 이야기.
  - 아케치 총경은 사건조사에 있어야 하는 자료 제공과 "사건의 공정한 수사를 위해 나는 켄모치 경정이 용의자라는 가정으로 조사할 것이니, 김전일(긴다이치), 너는 켄모치 경정의 친구로서 켄모치 경정이 용의자가 아니라는 가정하에 사건을 조사해다오."라는 동기부여로 김전일을 돕는다. 인간의 증오심을 이용하여 교묘한 살인사건을 일으키는 다카토 요이치가 진범의 회상에 등장함.
- 다이빙 수영장의 악령(단편): 김전일이 중학생 때 이야기. 수영장에서 일어난 살인사건을 김전일이 물리지식을 활용하여 해결하는 이야기.
- 캠핑장의 '괴'사건(단편): 김전일이 중학생 때 이야기. 캠핑장에서 미유키의 도둑맞은 물건을 찾는 이야기.
- 연금술 살인사건 상/하: 연금도라는 섬에서 일어난 살인사건을 김전일이 해결해 나가는 이야기.
- 고도 1만 미터의 살인(단편): 허공에 떠다니는 여객기에서 일어난 살인사건을 김전일이 해결해 나가는 이야기.
- 게임관 살인사건 : 납치된 김전일과 미유키가 어느 공간에서 죽음의 게임에 휘말리는 이야기

지금까지 (2014년 1월 9일 기준) 한국에서는 '소년탐정 김전일 SEASON Ⅱ 18 [20주년 기념 시리즈(일본어: 金田一少年の事件簿　２０周年記念シリーズ（５）)]'까지 단행본으로 출판, 소개되었다.

### 20주년 기념시리즈
2012년에 20주년을 맞아 잠시 정기연재로 전환되었는데, 일본에서는 20주년 기념 시리즈란 부제로 1권부터 발매돼 5권으로 완결됐다.
국내에서는 20주년 기념 시리즈가 시즌II(14~18권)란 이름으로 발매됐다.

### R(리턴즈)
시즌1과 똑같이 대부분의 사건이 매회 개별적으로 진행되며, 각 사건별로 이야기가 나뉘는 옴니버스 식(일본에서는 사자에상 방식)을 취하고 있다. 한국에서 아직 연재되지 않았지만 일본에서 2014년 경부터 2017년 하반기까지 정기 연재되고 있었다가 종결되었다.

### 김전일 37세의 사건부
소년탐정 김전일을 잇는 정식 후속작. 전작과 동일하게 스토리는 아마기 세이마루, 작화는 사토 후미야가 담당했다. 2018년 1월 23일 ~ 2024년 11월 27일까지 연재하였다.

### 애니메이션
원작 만화가 인기를 끌면서 애니메이션, 소설, 게임, 드라마, 극장판 애니메이션 등 다양한 연관작품을 낳았다. 애니메이션은 도에이 애니메이션·YTV에서, 드라마는 니혼테레비에서 제작했다. 대한민국에서는 애니메이션 전문채널인 투니버스를 통해 애니메이션과 드라마가 소개된 바 있다.
애니메이션의 경우 50화 간격으로 수입되어 시즌 1부터 3까지 존재하고 있으며, 각 시즌마다 성우진도 많이 다르고, 현지화에 맞추다 보니 시즌 1의 경우 왜색이 짙은 장면이 있는 사건이나 장면은 가차없이 삭제해야 했다. 시즌 3 방영 당시에는 원어판 그대로 방영한 바 있다. 이러한 문제점으로 인해 대원방송에서 소년탐정 김전일 Original 이란 이름으로 다시 재더빙하여 1기 분량을 방영하였으며, 2013년 1월부터는 2기 분량을 방송하고 있다가 2014년 4월부터 3기 분량이 방영되고 있다.
2014년 4월부터 2014년 9월까지 소년탐정 김전일 R이란 이름으로 방영되며 토요일 저녁 시간대를 책임지기도 하였으며 2015년 10월부터 2016년 3월까지는 2번째 시즌이 방영하였다.

## 한국어판 목록
표 안에 있는 사건 제목을 클릭하면 사건의 자세한 설명을 볼 수 있으나, 스포일러의 위험성이 있습니다.

### 시즌 1
| 순서 | 사건 제목                       | 내용 |
| ---- | ------------------------------- | --- |
| 1    | 《오페라 극장 살인사건》        | 후도 고등학교 연극부원들이 연극대회 대비 합숙으로 우타시마의 오페라 극장에 도착한다. 그런데 연극부원들이 오페라의 유령의 대본에 따라 살해당하기 시작하는데…. |
| 2    | 《이진칸촌 살인사건》           | 김전일의 친구 와카바가 결혼한다는 소식을 듣고, 와카바의 고향마을 롯카쿠촌으로 향한다. 그런데, 와카바는 결혼식이 있던날 밤에 살해당한다. 그리고 차례로 롯카쿠촌의 주민들이 살해당하는데…. |
| 3    | 《유키야샤 전설 살인사건》      | 김전일은 미유키 대신 몰래카메라 프로그램의 아르바이트 직원으로 홋카이도로 간다. 그런데 프로그램의 촬영 중에 살인사건이 일어났다. 범인은 유키야사의 전설로, 프로그램 제작진들을 살해하는데…. |
| 4    | 《학원 7대 불가사의 살인사건》  | 김전일은 미스터리 연구회의 회장의 부탁으로 후도고등학교 구 교사의 7가지 불가사의를 풀어 달라고 부탁 받는다. 그런데 회장은 7가지 불가사의에 따라 살해 당하고, 다른 부원들도 7가지 불가사의에 살해 당하는데…. |
| 5    | 《비보도 살인사건》             | 비보도(悲報島)라는 섬에서 열리는 보물찾기에 참가한 김전일과 미유키. 그런데 별장의 주인은 살해 당하고, 본관에 있던 인형이 하나씩 사라질 때마다 참가자들이 살해 당하는데…. |
| 6    | 《비련호 전설 살인사건》        | 비련호(悲戀湖)라는 호수에서 열리는 리조트권을 둘러싼 파티가 열렸다. 그런데 다음날, 참가자 한 명이 교도소에서 탈옥한 사형수 '제이슨'에게 살해 당한다. 그리고 김전일은 이번 사건의 범인과, 충격적인 동기를 알아냈는데…. |
| 7    | 《이인관 호텔 살인사건》        | 홋카이도에 있는 웨스턴 호텔에서 연극도중, 연극부원이 독살을 당한다. 그런데 김전일이 사건을 추리하던 도중, 같은 학교 후배인 사키 류타가 범인에게 살해 당하는데…. |
| 8    | 《자살 학원 살인사건》          | 김전일은 자신의 성적을 올리기 위해 명문 학원에 다닌다. 거기에서는 닭이 누군가에 의해 목 매달아 죽어 있었다. 하지만, 진짜로 사람이 목 매달아 죽어버리는 살인사건이 일어났는데…. |
| 9    | 《쿠치나시촌 살인사건》         | 켄모치 경정의 부탁으로 쿠치나시촌으로 향한 김전일과 미유키. 그 부탁은 히다의 명문가 타츠미가의 켄모치 경정과 알고 지낸 시노앞에 협박문의 진실을 밝히는 것이였다. 그리고 유언장이 발표된지 닷새 후로 다가온 어느날 밤, 협박문을 보낸 '참수 무사'는 경고대로 살인을 저지르는데…. 원작의 사건 제목은 히다 꼭두각시 저택 살인사건.                                                                         |
| 10   | 《김전일 소년의 살인》          | 유명 논픽션작가, 다치바나의 신작 출판권을 두고 벌이는 대결에서 김전일은 다치바나 살인사건의 용의자가 되어 버린다. 김전일은 다치바나의 신작을 찾으려고 단서를 가진 사람에게 찾아가지만, 범인은 단서를 아는 사람들을 살해 하는데…. |
| 11   | 《타로 산장 살인사건》          | 레이카의 비밀스런 초대로 레이카의 아버지가 운영하는 타로 산장으로 간 김전일과 미유키. 그런데, 레이카를 찾으려 산장에 있는 사람들 중 한 명이, 사라진 타로 카드의 한 장대로 비참하게 살해당한다. 이윽고 살인사건은 계속되고, 김전일은 범인에게 공격을 당하는데…. |
| 12   | 《밀랍인형의 성 살인사건》      | 미유키와, 아케치 총경과 함께 국내로 이축한 독일고성으로 항한 김전일. 그 성안에서는 각각 초대된 사람의 모습을 가진 밀랍인형이 있었다. 그런데, 사라진 인형이 살해당한 사람과 같은 모습으로 쓰러저 있었다. 과연, 김전일은 불가능한 범죄의 진상을 알아낼 수가 있을 것인가…. |
| 13   | 《괴도신사의 살인》             | 켄모치 경정의 부탁으로 괴도 신사의 새로운 무대인 가모 화백의 라벤더장으로 향한다. 그런데, 별장에 그려져 있는 사람들이 그림이 사라질 때마다 살해 당한다. 과연, 정말로 괴도 신사의 소행인가…. |
| 14   | 《하카바섬 살인사건》           | 김전일과 미유키, 사키2호 등등 이루어진 후도고교 멤버들은 휴가를 갔다. 그들은 그곳에서 무인도 투어에 참가한다. 그 무인도는 제2차 세계대전때 많은 구 일본군들이 죽은 섬이라서 '하카바섬'으로 불렸다. 그곳에서 서바이벌 게임 위원회들과 만난다. 그런데, 다음날 아침에 상대방 팀들이 폭사당한 흔적을 보았다. 그리고 남은 서바이버 게임 위원회들에게도 위협이 다가오는 가운데, 김전일은 범인을 추격하는데…. |
| 15   | 《마술열차 살인사건》           | '지옥의 광대'라 자처하는 인물로 협박문을 받은 김전일 일행은 홋카이도의 '시코츠가하라'로 향하는 특급열차를 탄다. 하지만, 같이 열차에 타고 있던 '환상마술단'의 단장이 살해당한다. 그런데, 그 시체는 사라지고, '시코츠가하라'의 스테이션에서 그의 시체가 발견되었다. 그리고 '환상마술단'의 멤버들이 서서히 살해당하는데…                                                                                  |
| 16   | 《흑사접 살인사건》             | '히렌호 전설 살인사건'에서 죽은 토오노 에이지와 닮은 인물을 찾아가기 위해 김전일 일행은 '나비정원'으로 향한다. 그곳에는 마다라메 시몬이 오랜 세월에 부활시켰던 나비인 '야광접'을 공개하는 파티가 열리고 있었다. 그런데 다음날, 마다라메 시몬의 세 딸중 막내가 어제의 경고문 대로 살해당한다. 유력한 용의자는 토노와 닮은 인물. 서서히 자매들에게 공격하는 '불서접'은 마다라매 시몬을 살해하는데….      |
| 17   | 《프랑스 은화 살인사건》        | 김전일은 의류회사에서 모델로 활약하는 동창 마스미에게 패션쇼 티켓을 선물받는다. 그 패션쇼는 유명의류회사 두 곳이 거래처를 확보하기 위해 치열한 생존경쟁을 벌이는 공개입찰이었다. 그런데, 참가자중 일부가 독살당하는 살인사건이 일어난다. 범인의 협박을 받은 마스미, 마스미가 범인에게 협박받고 있다는 것을 눈치챈 김전일. 과연, 김전일은 마스미를 구할 수 있을까….                                     |
| 18   | 《마신유적 살인사건》           | 김전일 일행은 같은 학교 3학년 사츠키의 제안으로 유적 발굴 아르바이트의 장소인 그녀의 고향, '마진촌'에 머물게 된다. 그러나, 저주받은 마신구의 전설대로 연쇄 살인사건이 일어나고 만다. 과연, 그것은 마을의 수호신 '흉조'의 저주를 뿌리는 자는 누구인가…. |
| 19   | 《하야미 레이카 유괴사건》      | 김전일과 알고 지낸 인기 아이돌 스타 레이카가 매니저와 함께 납치를 당한다. 범인 '어릿광대'는 몸값 1억 앤을 김전일에게 배달 시킨다. 어려운 거리를 이기며, 고지에 도착한 김전일은 그만 실패하고 만다. 그리고, 레이카의 매니저는 요구 실패에 노한 '어릿광대'에게 살해당하는데…. |
| 20   | 《마견 숲의 살인》              | 버섯 채취를 하러갔다가, 사고를 당한 김전일 일행. 우연히 근처에 있던 버려진 연구소에서 머물게 되고, 거기에서 오컬트 연구회와 만나게 된다. 그런데, 대학생 한 명이 살해당하고, 밖에는 광견병에 걸린 개들이 연구소를 둘러싸 있었다. 연구소 안에 괴수가 있다고 생각하는 중에, 김전일은 사건의 진상을 알아내는데….                                                                                           |
| 21   | 《은막의 살인귀》               | 미유키가 후도 예술고등학교 영화 연구부가 제작하고 있는 영화의 주연이 되었다는 소식을 들은 김전일은 사키2호와 후미와 함께 영화 연구부에 간다. 그런데, 영화 연구부들의 대작을 보고있는 도중, 불길한 메시지가 갑자기 나타난다. 그리고, 메시지의 예언대로 살의는 커져갔는데…. |
| 22   | 《아마쿠사 보물 전설 살인사건》 | 어느날, 르포라이터 이츠키 기자의 부름을 받고, 시가 수억에 달하는 아마쿠사 시로의 보물들을 찾기위해 결성된 탐사대에 김전일과 미유키는 참가를 한다. 그런데, 첫날에서 아마쿠사 땅의 아이들로부터 '백발귀'라는 불길한 소리를 듣는다. 그리고 참가자들에게 무서운 철퇴가 떨어지고, 서서히 불안해져 가는데…                                                                                                   |
| 23   | 《유키카게촌 살인사건》         | 5년 만에 다시 '유키카게촌'에 간 김전일. 친구의 장례식에 참석하기 위해 도착한 김전일은 옛날 친구들과 만나게 된다. 그런데, 죽은 친구 위에 두었던 '저승길 화살'이 도둑맞고, 그것은 불가능한 살인사건의 흉기로 발견되었다. 그리고 친구의 죽음과 연관성을 알아낸 김전일은 두 번째 살인사건을 목격하게 된다. 과연, 나머지 '저승길 화살'은….                                                                  |
| 24   | 《러시아인형 살인사건》         | 추리작가의 죽음으로 시작된 유산을 둘러싼 암호 해독 경기. 김전일은 참가자의 도우미로서 일행과 같이 추리작가의 별장 '러시아관'으로 향한다. 그런데, 암호 해독 힌트인 5개의 악기를 든 '러시아 인형'들이 사라지고, 암호문을 모방한 연쇄 살인사건이 일어난다. 거기서 김전일은 다른 참가자의 도우미로 숨어든 '지옥의 광대' 다카토 요이치와 또 다시 만나게 되고, 범인의 목숨을 건 숙명의 대결이 시작되었는데…. |
| 25   | 《괴기 서커스 살인》            | 여행을 떠난 김전일과, 미유키, 켄모치 경정, 후미. 그들은 켄모치 경정의 아내 카즈에와 만나게 되고, 괴기스러운 '고블린 서커스'과 만나게 된다. 그런데 다음날, 태풍때문에 섬에서 나갈 수 없는 와중에 서커스 단원 한 명이 살해당하는데…. |
| 26   | 《김전일 목숨을 걸다》          | 홍콩에서 다카토의 초대장을 본 김전일은 미유키, 사키2호, 이츠키 기자와 함께 홍콩으로 간다. 하지만, '암굴왕'은 다카토의 계획대로 살인을 계속하던 중, 김전일을 홍콩에 온 아케치 총경을 칼로 찔렀다는 누명을 씌우게 하는데…. 원작의 제목은 긴다이치 소년의 결사행. |

### 소설판
| 발행 순서 | 사건 제목                     | 사건 내용 |
| --------- | ----------------------------- | --- |
| 소설1     | 《P로부터 살인 예고장》       | 이 에피소드는 극장판으로 오페라 극장의 또 다른 살인사건으로 재등장한다. 시즌 1의 첫 번째 에피소드인 오페라 극장 살인사건에서 시작한 이 소설 내용은 후에 시즌 2의 오페라극장 제3의 살인사건으로 이어진다. 원제의 한국어 직역은 오페라좌관·새로운 살인.                                                                           |
| 소설2     | 《유령 여객선 살인사건》      | 김전일은 상가 추첨에서 당첨되어 유람선 여행권을 얻게 된다. 그런데 그 곳에서 일어난 마리 세레스트호 사건과 같은 선장 증발사건이 벌어진다. 수사하는 중에 알게 된 사실은, '히렌호 전설 살인사건'의 발단이 되었던 '오리엔탈호 침몰사건'의 주요 멤버들이 이 배에 타고 있다는 사실이다.                                               |
| 소설3     | 《컴퓨터산장 살인사건》       | 김전일은 미유키와 스키를 타러 갔다가 길을 잃었다. 그리고 산장을 발견하고 들어오지만, 그 산장은 인터넷에서 만난 사람들끼리 서로의 닉네임으로 서로를 부르는 곳이었다. 그러한 곳에서 살인이 일어나고, 범인을 찾던 도중 김전일은 그 인터넷 산장에 있는 사람들의 뜻밖의 사실을 발견한다. 원제의 한국어 직역은 전뇌산장 살인사건.     |
| 소설4     | 《귀화도 살인사건》           | 의대 시험을 보는 고등학생들의 합숙시설에 아르바이트를 하러 가게 된 김전일과 미유키. 그런데 매년 합숙할 때 하는 담력시험에서 사람이 살해당한 것을 목격한다. 그러나 문을 열자 아무도 없다. 도깨비불이 나타나는 섬, 귀화도. 과연 김전일이 본 것은 도깨비의 장난이였을까?                                                           |
| 소설5     | 《상하이 인어 전설 살인사건》 | 미유키와 김전일은 미유키의 펜팔친구를 만나기 위해 중국 상하이에 가게 된다. 펜팔친구는 서커스 단원이라서 서커스를 보여주었다. 서커스가 공연되는 도중, 春(봄)이라는 피로 쓴 글자와 함께 시체가 발견되고, 상하이의 인어 전설에 대해 듣게 된다. 살인은 점점 그 전설의 내용대로 진행되어가는데..                                     |
| 소설6-1   | 《천둥제 살인사건》           | 소설 6권은 다른 것들과 달리 중편 1편과 단편 2편으로 구성되어 있다. 천둥축제 살인사건은 메인이 되는 중편사건이다. 김전일과 미유키의 옛 친구인, 어느 도예가의 딸 아사키 아키에의 집에 놀러가서 생기는 일이다. 매년 천둥이 치고 비가 내리는 시간이 자로 잰 듯이 똑같은 등의 '트릭을 위한 설정'이 너무 심해서 팬들의 비난이 많았다. |
| 소설6-2   | 《헤메이는 악마》             | 소설 6권에 포함된 단편 사건이다. 소설 3권과 같이 설산에서 조난당할 뻔한 김전일과 미유키가 어떤 별장에서 간신히 조난을 모면한다. 그 곳에는 이미 여러명의 사람들이 눈보라를 피해 피신해 있었다. 그런데 TV 뉴스에 나온, 도망친 연쇄 살인마 이야기가 그들을 묘한 공포와 흥분 속에 몰아넣는다. 과연 연쇄 살인마는 누구인가?          |
| 소설6-3   | 《공범자X》                   | 소설 6권에 포함된 단편 사건이다. 한 명문 중학교에서 일어난 교환살인 사건. 컴퓨터실에서 서로 얼굴도 모른 채 계획을 모의했기 때문에 공범자가 누구인지 모른다는 독특한 컨셉으로 제작되었다. 애니메이션에서는 학교 컴퓨터실이 아니라, 컴퓨터 학원으로 리메이크되었다.                                                               |
| 소설7     | 《살육의 딥블루》             | 애장판 26권에 잠시 등장하는 '오키나와의 깊고 푸른 섬 사건'이 바로 '살육의 딥블루'. 오키나와 바다 근처의 유적을 둘러싼 호텔 납치, 살인사건을 다룬 이야기이다. 애니메이션 126~130화로 제작되었다. 또한 원작내용과는 조금 다르게 극장판 2기로도 제작되었다.                                                                        |
| 소설8     | 《사종관 살인사건》           | 한국어 판으로는 출판되지 않은 이야기. 가루이자와에 있는 별장인 사종관으로 6년 만에 친구들과 재회하러 가게 된 김전일. 친구들은 각자의 재능을 키워 잘 성장했지만 김전일의 방문으로 인해 6년전의 추억이 그들에게 새로운 파문을 일으키게 된다. 결국 불길한 징조와 함께 늦여름의 가루이자와 사종관에서 비극의 막이 오르게 되는데…    |

### 단편집
김전일이 주인공인 단편집과, 아케치 경시가 주인공인 단편집이 있으며 대부분의 에피소드가 애니메이션으로 방영되었다.

#### 김전일 단편집
| 순서     | 사건 제목             | 내용 |
| -------- | --------------------- | --- |
| 단편집 1 | 《영하 15도의 살의》  | 4개의 이야기가 들어있다. 영하 15도의 살의, 누가 여신을 죽였나?, 크리스마스의 살인이다. 그리고 외전으로 2개의 외전 에피소드가 있지만 모두 4~7페이지이다.                                       |
| 단편집 2 | 《거울 미궁 살인》    | 5개의 이야기가 들어있다. 거울 미궁 살인, 후미 유괴사건, 후미의 모험, 백은에 사라진 몸값, 필름 속의 알리바이이다. 그리고 외전으로 1개의 외전 에피소드가 있지만 4~7페이지이다.                  |
| 단편집 3 | 《살인 레스토랑》     | 4개의 이야기가 들어있다. 살인 레스토랑, 블러디 풀장의 살인, 망령학교 살인사건, 순간 소실의 수수께끼이다. 그리고 외전으로 2개의 외전 에피소드가 있지만 모두 4~7페이지이다.                     |
| 단편집 4 | 《괴도신사의 도전장》 | 4개의 이야기가 들어있다. 괴도신사의 도전장, 오전4시 40분의 총성, 요도 독벌 살인사건, 여의사의 기묘한 계획이다. 그리고 외전으로 2개의 후미와 관련된 외전 에피소드가 있지만 모두 4~7페이지이다. |

#### 아케치 단편집
| 순서                          | 사건 제목                         | 내용 |
| ----------------------------- | --------------------------------- | --- |
| 아케치 소년의 화려한 사건수첩 | 《소년시절 아케치의 최초의 사건》 | 아케치 총경의 고등학교 시절 이야기다. 명문 고등학교 슈오고등학교에 다니던 아케치는 우연히 한 살인사건의 용의자로 지목된다. 피해자가 살해당했을 시간에 학교에 남아있던 것이 그 뿐이기 때문이다. 아케치 총경은 추리를 해나갈수록 범인은 자신의 친구들 중에 한 명이라는 사실을 알게 된다. 사건을 종료하고, 친구에게 배신당한 아케치 총경은 왜 자신을 용의자로 몰았는지 물어보지만, 그 답을 10년 뒤에 아케치의 책상에 남기겠다는 대답만 듣게 된다. 만화책과 애니메이션에서는 아케치 총경의 친구가 어른이 된 후의 삶을 다룬 내용에서 차이가 있다. |
| 아케치 소년의 화려한 사건수첩 | 《죽음의 사중주》                 | 아케치 총경의 고등학교 시절 이야기다. 한 대학교의 장미축제의 연주회의 바이올린 주자가 비게 되자, 교수의 추천으로 고등학생이던 아케치 총경이 대신하게 된다. 아케치는 모두 피아노 주자인 레오나를 미워하고 있다는 것을 은연중에 알고 되고, 레오나에게 연이어 벌어지는 불행들. 그리고 결국 장미축제 도중에 무대 위에서 살해당한 레오나. 범인은 누구인가? 이 사건을 계기로 음대생들은 음악가가 되지 않고 다른 직업에 종사하며, 주말음악회 개최로 주민들을 위해 봉사하는데 과연 그 이유는 무엇인가?                                               |
| 아케치 소년의 화려한 사건수첩 | 《유령 검사 살인사건》            | 아케치 총경의 고등학교 시절 이야기다. 아케치 총경은 한 대학교의 펜싱부 합숙에 참가하게 된다. 그런데 그때 펜싱부의 유력 선수중 한 명이 살해당하게 된다. 펜싱부에서는 과거 불미스러운 일 때문에 어떠한 흉기도 가지고 들어갈 수 없는 상황. 그러던 중에 코치가 소장하던 칼에서 피가 발견되는데, 과연 정말로 코치가 범인일까? |
| 아케치 소년의 화려한 사건수첩 | 《아케치의 방》                   | 아케치 총경이 찍은 가장 아름다운 사진과 다카라즈카 흉내를 목격할 수 있는 서비스 단편. |
| 아케치 총경의 우아한 사건수첩 | 《증언 퍼즐》                     | 용의자 김전일. 김전일 밖에 없는 전차에서 사람이 살해당했다. 전차 내에 있던 인물들의 증언을 듣자하니 아무리 김전일을 잘 아는 켄모치 경부라도 김전일을 용의자로 지목할 수 밖에 없는 상황인데, 과연 아케치 총경의 추리는? |
| 아케치 총경의 우아한 사건수첩 | 《살인 포커》                     | 등산 중 비가와서 비를 피하다가 만난 사람끼리 비가 그칠때까지 포커를 하기로 한다. 그런데 그 중에 한 사람이 아케치가 경찰이라는 것을 알자 '과거에 범행을 목격했다'며 증언을 시작한다. 그때 잠시 정전이 되고, 그 사람은 살해당한다. 아케치 총경은 그 사람의 포커 패를 가지고 범인을 추리해내는데 과연 누가 범인인가? |
| 아케치 총경의 우아한 사건수첩 | 《죽은 자의 체스 메시지》         | 아케치가 연수차 로스앤젤레스에 있던 시절에 일어난 살인사건. 아케치의 친구가 한 호텔에서 살해당한다. 골드만이 출전한 경기를 보며 따라하고 있던 것으로 봐서 그때 살해당한 것 같다. 그가 남긴 메시지는 체스말 중에 하나인 '폰'을 거꾸로 쥐고 있던 것. 그래서 용의자로는 이름에 金이 들어가는 가네다(金田)가 지목되었는데. |
| 아케치 총경의 우아한 사건수첩 | 《유령호텔 살인사건》             | 아케치 총경이 연수차 LA에 있던 시절에 일어난 살인사건. LAPD인 패트리샤 오브라이언은 한 호텔에서 시체를 발견한다. 그때 비명소리를 듣고 달려온 같은 LAPD인 밥 데이비스를 쳐다봤다가 다시 방을 보니 아무도 없다. 과연 시체는 그 짧은 시간동안 어디로 증발한 것일까? 유령호텔 살인사건의 내막은 과연? |
| 아케치 총경의 우아한 사건수첩 | 《아케치 총경의 아침은?》         | 의외로 깨는 아케치 총경의 아침을 설명해주는 이야기. |

### 시즌 2
| 순서 | 사건 제목                               | 내용 |
| ---- | --------------------------------------- | --- |
| 27   | 《흡혈귀 전설 살인사건》.               | 발신자를 알 수 없는 서신을 읽고 여행중인 김전일의 초대로 미유키와 켄모치 경정은 한 폐허를 테마로 한 팬션에 묵게 된다. 그런데 그곳에서 발생한 피를 잔뜩 빨려 죽은 시체가 발견된다. 이 연쇄살인의 목적은 무엇인가? |
| 28   | 《오페라극장 제3의 살인사건》           | 오페라극장 시리즈의 완결편이다. 오랜만에 김전일과 미유키, 켄모치 경정이 마지막으로 오페라극장으로 도착하고, 거기서 죽은 주인의 제자들이 살해당하는 사건이 일어나는데…. 손님도 없는데 시리즈를 거듭할수록 업그레이드하는 오페라 극장 호텔의 정체에 대해서 의문을 제기하는 팬들이 늘고있다. |
| 29   | 《고쿠몬 학원 살인사건》                | 입시명문 고쿠몬 학원에서 갑자기 한 학생이 독침에 찔려 살해당한다. 무차별 살인으로 단정하는 경찰 앞에 김전일이 나타나서 계획살인임을 밝혀내지만 범인을 찾는데는 실패한다. 그리고 떠나는 고쿠몬 학원의 합숙. 그곳에서 나타난 것은 탈옥한 '지옥의 광대' 다카토 요이치가 있었다. 과연 김전일은 또 다시 다카토를 잡을 수 있을까…. |
| 30   | 《설령전설 살인사건》                   | 김전일은 작은 도움으로 인해 최소 1억 엔의 유산을 상속받게 된다. 한 자산가가 죽으면서 산에서 작은 도움을 준 사람들 8명에게 총 8억 엔을 남긴 것이다. 조건은 산장에서 친목을 도모할 것. 상속시까지 자리에 없는 사람분은 남은 사람이 나눠가질 것. 하지만, 불길한 예상대로 살인이 일어나고 마는데…. |
| 31   | 《하야미 레이카와 초대 받지 않은 손님》 | (설령전설 살인사건에 수록)교도소를 탈옥해서 자기가 죽인 다른 사람으로 위장한 탈옥수. 그런데, 그가 있는 곳이 도쿄 앞바다를 돌고 있는 여객선이였고, 거기에서는 레이카의 전세 파티가 열리고 있었다. 거기에는 김전일과 켄모치 경부도 있는데…. |
| 32   | 《혈류실 살인사건》                     | (후도고교 축제 살인사건과 같이 수록)후도 고등학교 바둑부와 카이오 고등학교 바둑부의 정기 합숙 바둑대결에 우연히 참가하게 된 김전일과 미유키, 켄모치 경정. 그런데, 카이오 고교의 학생이 살해당하는 사건이 일어나는데…. |
| 33   | 《후도고교 축제 살인사건》              | (혈류실 살인사건과 같이 수록)후도고교의 축제 때 메이드 찻집을 운영하는 사진부. 그런데 고등학생이면서 메이저 사진작가인 이시다 준이 메이드 찻집에서 메이드 차림새로 살해 당하는데…. |
| 34   | 《흑마술 살인사건》                     | 벤처기업 사장이자 김전일의 친구인 이자와 켄타로의 초대로, 김전일과 미유키는 한 기업가의 자택에 초대를 받게 된다. 그 이유는 그 기업가가 흑마술 인형과 같은 모습으로 살해당했기 때문이다. 사건을 해결하기 위해 수사하는 도중에 또 벌어지는 연쇄 살인이 일어나고 마는데…. |
| 35   | 《켄모치 경정의 살인》                  | 3년 전에 일어난 여자고등학생 사체유기 사건의 세 명의 고등학생 범인들은 '소년법'으로 풀려난다. 그리고 3년 후, 그 당시의 범인들이 누군가에게 잔혹하게 공격을 당한다. 거기에서 김전일은 당시 사건을 맡았던, 살인 용의자가 된 사라진 켄모치 경정을 구하려는데…. |
| 36   | 《다이빙 수영장의 악령》                | (켄모치 경정의 살인에 수록)김전일의 중학생 시절, 미유키에게 강제로 수영을 배우는 김전일. 그런데 다음날, 여중생이 다이빙을 하다가 죽어버리는 일이 버리고 말아는데…. |
| 37   | 《캠핑장의 '괴'사건》                   | (켄모치 경정의 살인에 수록)김전일의 중학생 시절, 반 친구들과 같이 산으로 캠핑을 하러간 김전일. 그런데 미유키가 샤워하는 도중, 자기 물건이 사라지는데…. |
| 38   | 《연금술 살인사건》                     | 보물찾기 TV 특별 프로그램의 일반인 참가자 오디션으로 퀴즈대회에 참가한 김전일은 다른 출연자 및 프로그램 스태프와 함께(스태프 아르바이트로 참여한 미유키와 특별 게스트인 레이카도 포함) 결승전 무대인 연금도(恋琴島, 연금술[錬金術]과는 뜻이 다르다)로 향하게 된다. 그곳에 있었던 것은 평생을 연금술 연구에 할애하다가 실종된 에사키 쿠로도의 연구시설로써 섬에 에사키가 남긴 보물이 숨겨져 있었다. 그곳에서 참가자들이 차례로 살해당하고 결국 레이카가 의심을 받게되는데... |
| 39   | 《고도 1만 미터의 살인》                | (연금술 살인사건에 수록)운행 중인 비행기 안에서 일어난 폭탄 소동, 그리고 그 소동 사이에 비행기의 기장이 교살 된 채 발견되고 마는데…. |
| 40   | 《게임관 살인사건》                     | 친구들과 같이 놀이동산에 갔다가, 우연히 다른 버스를 탄 김전일과 미유키는 '게임마스터'라는 정체불명의 인물에 의해 목숨을 건 게임에 참가하게 된다. 그런데, 김전일은 '죽음의 게임'에 참가하면서 위화감을 느끼게 되는데…. |

### 20주년기념시리즈
| 순서 | 사건 제목                   | 내용 |
| ---- | --------------------------- | --- |
| 41   | 《식인 연구소 살인사건》    | 중학생 시절, 친구였던 미도리카와 마유에게서 온 연락. 연락을 받고 찾아간 곳은 식인 연구소라고 불인 곳이였다. 유일한 길인 다리는 불타고, 서서히 드러나는 어둠 속에서 희생자들이 발생하는데…. |
| 42   | 《암흑성 살인사건》         | 눈이 보이지 않는 네비게이터, 아야카와 하루에가 개최한 암흑 성 이벤트! 한 치 앞도 보이지 않는 칠흑같은 어둠 속에서 일어난 불가능한 살인 사건! |
| 43   | 《홍콩 구룡 재보 살인사건》 | 모든 법률이 적용되지 않았던 근대 최대의 '무법지대', 구룡성채. 수많은 전설을 남긴 슬럼가가 해체된 지 약 20년-. 홍콩을 방문한 김전일 일행을, 구룡성의 망령 '독룡'이 습격한다!! 유괴당한 미유키, 저주받은 재보, '용의 눈', 눈 앞에 나타난 미유키와 구이(瓜) 두명의 소녀!! 수수께기가 수수께기를 부르는 대시리즈! 김전일이 홍콩의 거리를 누빈다! |
| 44   | 《장미 십자관 살인 사건》   | '로젠 크로이츠'의 도전을 받은 지옥의 광대 타카토가 김전일에게 도움을 청하고, 그 초대에 의혹을 품은 채 김전일이 장미십자관에 와서 사건에 휘말리게 된다. 로젠 크로이츠는? 타카토의 여동생은? |

### R리턴즈
| 순서 | 사건 제목                  | 내용 |
| ---- | -------------------------- | --- |
| 45   | 《설인귀 전설 살인사건》   | 미유키의 친구, 소우마 마키의 부탁으로 도가촌에 있는 스키장에 모니터 아르바이트를 가게 된 김전일과 미유키. 하지만, 도가촌에 전해 내려오는 나마하게 전설처럼 하나 둘씩 살해되는 모니터 요원들! 설마 50년 전 설귀의 원한이..? 아니면...?! |
| 46   | 《망령교사 살인사건》      | 이즈의 군함섬에 잠들어 있다는 200kg 상당의 황금! 황금을 찾기 위해 군함섬을 찾은 김전일과 미유키! 하지만 폐허가 된 학교에서 차례차례 살해당하는 사람들! 『망령 교감』이 벌이는 핏빛의 참극에 김전일이 도전한다! |
| 47   | 《여우불 띄우기 살인사건》 | 어느날 김전일에게 걸려온 전화 한 통. 그것은 옛날 보이 스카우트시절의 멤버 츠키에 마리카의 장례식을 알리는 전화였다. 장례식을 치르기 위해 흰여우 마을로 온 김전일, 그리고 그곳에서 충격의 살인이! |
| 48   | 《개미지옥굴 살인사건》    | 어느날 김전일에게 고액의 아르바이트를 제안한 이츠키 요스케. 김전일은 이에 솔깃하여 이츠키, 미유키와 함께 아르바이트를 하러 간다. 아르바이트는 매우 간단하며, 사막 한가운데에 모여있는 방공호들 속에서 심박수 측정 장치를 달고 버티는 것. 그런데 같이 나온 대학생들 중 한 명의 심박수가 끊어지고, 그 장소로 가보니 대학생은 시체가 되어있는데...! |
| 49   | 《흡혈벚꽃 살인사건》      | 김전일과 미유키가 속해 있는 미스테리 연구회는 30년전 엽기살인이 발생한 요자쿠라정을 연구과제로 선정하고, 그곳으로 찾아간다. 그곳엔 유난히 빨간 벚꽃 나무가 있는데, 사람의 피를 빨아들여 빨갛게 되었다고 전해진다. 그리고 그 흡혈벚꽃은 또다른 희생자를 기다리고 있었는데...                                                                      |

### 김전일 37세의 사건부
| 순서     | 사건 제목                              | 내용 |
| -------- | -------------------------------------- | --- |
| File 1.  | 《우타시마 리조트 살인사건》           | 무려 3차례의 살인 사건이 일어난 '오페라 극장 저택'이 화재로 전소되어 황폐화되다시피한 우타시마(歌島)에 한 호텔그룹에 의해 리조트가 들어선다. 37세가 된 김전일은 평범한 회사의 회사원으로 일하는 중에 상사의 압박으로 후배 '하야마 마린'과 함께 집단 소개팅 이벤트의 가이드로 우타시마 리조트에 오게 되는데... |
| File 2.  | 《타워맨션 마담 살인사건》             | 김전일이 모리시타 모모카의 파티 케이터링을 도와주기 위해 간 고급 타워맨션에서 일어난 사건을 다루고 있다. |
| File 3.  | 《교토 미인 화도가 살인사건》          | 김전일과 하야마 마린이 교토로 출장을 가서 협업하는 아카이케류 꽃꽂이 가문에서 벌어지는 사건이다. |
| File 4.  | 《하코다테 이진칸 호텔의 새로운 살인》 | 김전일과 하야마 마린이 20년 전 사키 류타가 죽었던 이진칸 호텔로 출장을 가면서 벌어지는 사건이다. |
| File 5.  | 《소레이관 살인사건》                  | 김전일과 하야마 마린이 하청 의뢰를 받아 소레이관이라는 저택에 가면서 벌어지는 사건. |
| File 6.  | 《아야세 연쇄살인 사건》               | 김전일과 하야마 마린이 오소카와 쇼보(オソカワ書房)에서 주최하는 제 27회 오소카와 미스터리 소설 응모 이벤트 시상식의 진행자로 참가하게 되면서 벌어지는 사건. |
| File 7.  | 《살인 20가면》                        | 김전일과 하야마 마린이 이케부쿠로의 LIVE 엔터테인먼트 빌딩, 믹사라이브 도쿄에서 개최되는 에도가와 란포전에 참가하며 벌어지는 사건. |
| File 8.  | 《늑대인간 게임 살인사건》             | 김전일과 하야마 마린이 정체불명의 주최자가 개최하는 늑대인간 게임의 진행자로서 폐쇄된 테마파크 '독일의 숲·슈바르츠촌'을 방문하게 되며 벌어지는 사건. |
| File 9.  | 《목 없는 스키어 사건》                | 김전일과 하야마 마린이 하청 의뢰를 받아 홋카이도의 히지리 섬을 방문하며 벌어지는 사건. |
| File 10. | 《천공의 밀실 살인사건》               | 김전일과 하야마 마린이 다니는 오토와 블랙 PR회사에서 벌어지는 사건. |

## 애니메이션 방영
애니메이션의 순서는 김전일 만화책과는 매우 다르며, 중간중간에 소설이나 단편집 등에 실려 있던 내용이 포함되었다. 하지만 도중에 실려 있던 내용이 누락된 것도 있다.

### 에피소드 목록
평일 오후 7시대에 NNN(Nippon News Network)의 축인 일본 테레비와 요미우리 테레비에서 방영했다. 당시에 이미 명탐정 코난도 방영되고 있었기 때문에, '월요일 7시는 미스테리 아니메 타임'이라는 말도 나왔다. 다만 다음의 에피소드들은 다음과 같은 이유로 인하여 애니메이션화되지 못했다.
애장판 2권의 '이진칸촌 살인사건'은 시마다 소지의 '점성술 살인사건'의 트릭 도작 의혹, 마약과 시체 절단에 대한 묘사로 인하여 미방영되었으며, 애장판 8권의 '자살 학원 살인사건'은 진범 '피의 자장가'의 범행 동기가 온 가족이 모여 있는 오후 7시대와는 맞지 않아서 방영되지 않았다. 애장판 26권의 '김전일, 목숨을 걸다' 외 3가지 사건은 발표 시기가 종영 시기와 맞물려서 당시에는 방영되지 못했으며, 소설의 8번째 사건인 사종관 살인사건은 원작 1기 완결과 애니메이션 종영으로부터 햇수로 1년 뒤에 나왔던 것으로서 단 한 번도 영상화된 적이 없다.
2014년 4월 5일부터 2014년 9월 25일까지 토요일 오후 5시 30분에 뉴 에피소드로 요미우리 TV에 방영된 적이 있어 토요일 오후 6시에 같은 방송국에서 이미 방영되고 있는 명탐정 코난과 함께 토요일 5시 30분에서 6시 30분까지는 미스테리 아니메 타임이 형성되기도 하였는데 2014년 10월에서 2015년 3월까지 매직 카이토가 후속작으로 방영되었다. 이후 2015년 4월부터 2015년 9월까지 방영한 전파교사의 후속으로 방영하는 애니메이션 작품으로써 시즌2가 2015년 10월 3일부터 2016년 3월 26일까지 지난 시리즈와 같은 시간대에 방영 하였다. 그후 2016년 4월 2일부터 후속작으로 역전재판이 방영되기도 하였다.

## OST
국내의 경우는 1기의 경우도, 2기의 경우도 표면상으로는 1~50화, 51~104화로 표기되어있으나

실제로는 일본판에서 누락된 몇몇 에피소드를 제외하면 1기는 1~43화, 2기는 44~93화가 된다.

### 한국

#### 투니버스
|   | 곡명      | 가수   | 방영 화수     |
| - | --------- | ------ | ------------- |
| 1 | 두 사람   | 김선영 | 1 ~ 50화      |
| 2 | 구원의 서 | 김상윤 | 51 ~ 104화    |
| 3 | Why?      | Color  | 105화 ~ 148화 |

|   | 곡명    | 가수           | 방영 화수     |
| - | ------- | -------------- | ------------- |
| 1 | 두 사람 | 김선영         | 1 ~ 50화      |
| 2 | JEANS   | 김영진, 이은정 | 51 ~ 104화    |
| 3 | Sink    | Plastic Tree   | 105화 ~ 148화 |

#### 대원방송
|   | 곡명            | 가수             | 방영 화수     |
| - | --------------- | ---------------- | ------------- |
| 1 | 돌고래자리      | Coin Classic     | 1 ~ 50화      |
| 2 | shards of truth | 알프(에이사운드) | 51 ~ 104화    |
| 3 | 용서            | 문기쁨(MICO)     | 105화 ~ 148화 |

|   | 곡명                  | 가수         | 방영 화수     |
| - | --------------------- | ------------ | ------------- |
| 1 | 승자독식              | Coin Classic | 1 ~ 50화      |
| 2 | The way to your heart | honey        | 51 ~ 104화    |
| 3 | 용서                  | 문기쁨(MICO) | 105화 ~ 148화 |

### 일본
|    | 곡명                        | 가수                        | 방영 화수   |
| -- | --------------------------- | --------------------------- | ----------- |
| 1  | Confused Memories           | 츠부라야 유코               | 1 ~ 23화    |
| 2  | Meet Again                  | Laputa                      | 24 ~ 42화   |
| 3  | 네가 있으니까…              | 니시와키 유이               | 43 ~ 69화   |
| 4  | BRAVE                       | GRASS ARCADE                | 70 ~ 83화   |
| 5  | Justice ~Future Mystery~    | TWO-MIX                     | 84 ~ 105화  |
| 6  | Why? (FUNKY VERSION)        | COLOR                       | 106 ~ 138화 |
| 7  | Never Say Why, Never Say No | 566 featuring 나카노 사유리 | 139 ~ 148화 |
| R1 | BRAND NEW STORY             | Tokyo Performance Doll      | R01 ~ R14화 |
| R2 | 그러므로 마천루             | MUCC                        | R15 ~ R25화 |
| R3 | 四銃士(사총사)              | NEWS                        | R26 ~ R37화 |
| R4 | TRAGEDY                     | KAT-TUN                     | R38 ~ R47화 |

|    | 곡명                        | 가수                         | 방영 화수   |
| -- | --------------------------- | ---------------------------- | ----------- |
| 1  | 2人                         | 토모사카 리에                | 1 ~ 17화    |
| 2  | Boo Bee MAGIC               | 스즈키 사리나                | 18 ~ 29화   |
| 3  | Mysterious night            | R-ORANGE                     | 30 ~ 42화   |
| 4  | White page                  | プラチナ·ペッパ-ズ·ファミリ- | 43 ~ 62화   |
| 5  | JEANS(ジーンズ)             | 히로스에 료코                | 63 ~ 73화   |
| 6  | 끝없고 푸른 하늘을 보았어   | 니시와키 유이                | 74 ~ 87화   |
| 7  | Believe Myself              | New Cinema蜥蜴               | 88 ~ 98화   |
| 8  | Sink                        | Plastic Tree                 | 99 ~ 110화  |
| 9  | コングラッチェ              | カスケ-ド                    | 111 ~ 128화 |
| 10 | ウルトライダー              | PENICILLIN                   | 129 ~ 147화 |
| 11 | 네가 있으니까…              | 니시와키 유이                | 148화       |
| R1 | 패스코드 4854               | 야스다 레이                  | R01 ~ R14화 |
| R2 | START LINE                  | 7!!                          | R15 ~ R25화 |
| R3 | 눈동자 속의 은하(Milky Way) | Flower                       | R26 ~ R37화 |
| R4 | 決意の翼(결의의 날개)       | 아카츠키 린                  | R38 ~ R47화 |

| 방영 기수  | 곡명                  | 가수          | 사건 제목               |
| ---------- | --------------------- | ------------- | ----------------------- |
| 극장판 1기 | Mystery of Sound      | 츠부라야 유코 | 오페라 극장 새로운 살인 |
| 극장판 2기 | Justice For True Love | THE ALFEE     | 살육의 딥 블루          |

## 드라마
닛폰 TV 계열에서 지금 까지, 초대(1995년 ~ 96년), 2대째(2001년), 3대째(2005년), 4대째(2013 ~ 14년)으로 캐스트 및 스태프를 바꾸며 방송되었다. 주연은 다 쟈니즈 사무소 소속 탤런트가 담당. 특히 도모토 쯔요시 주연의 제1·2시리즈(초대)는 당시 높은 시청률을 기록해, 1997년에는 영화화 작품이 개봉되었다.